# Вонсош-Дольни
Вонсош-Дольни (пол. Wąsosz Dolny) — село в Польщі, у гміні Попув Клобуцького повіту Сілезького воєводства.
Населення — 240 осіб (2011).
У 1975-1998 роках село належало до Ченстоховського воєводства.

## Демографія
Демографічна структура станом на 31 березня 2011 року:
|          | Загалом | Допрацездатний вік | Працездатний вік | Постпрацездатний вік |
| -------- | ------- | ------------------ | ---------------- | -------------------- |
| Чоловіки | 114     | 22                 | 83               | 9                    |
| Жінки    | 126     | 23                 | 71               | 32                   |
| Разом    | 240     | 45                 | 154              | 41                   |